# Nati nel 1572
| Questa pagina contiene informazioni ricavate automaticamente dalle voci biografiche con l'ausilio del template Bio e di un bot. L'aggiornamento è periodico e automatico e ricostruisce completamente la pagina. Se manca una persona in questa lista, sei pregato di non aggiungerla, ma accertati piuttosto che la sua voce biografica contenga il template Bio e che i dati anagrafici siano correttamente compilati. Se il template Bio manca, inseriscilo tu stesso o, in alternativa, metti l'avviso {{tmp\|Bio}} che ne segnala la mancanza. Se i dati riportati sono sbagliati, correggi direttamente la voce biografica; le modifiche saranno visibili in questa lista entro pochi giorni. Per chiarimenti vedi il progetto biografie. La lista contiene solo le 75 persone che sono citate nell'enciclopedia e per le quali è stato implementato correttamente il template Bio. Pagina aggiornata al 16 set 2024. |

## Gennaio(3)
- 11 gennaio - Elizabeth Wriothesley, nobile inglese († 1655)
- 22 gennaio - John Donne, poeta, religioso e saggista inglese († 1631)
- 28 gennaio - Giovanna Francesca Frémiot de Chantal, religiosa francese († 1641)

## Febbraio(1)
- 27 febbraio - Francesco II di Lorena, duca francese († 1632)

## Marzo(5)
- 3 marzo - Robert Catesby, politico britannico († 1605)
- 5 marzo - Tommaso Francini, ingegnere italiano († 1651)
- 10 marzo - Tommaso Caracciolo, militare italiano († 1631)
- 12 marzo - Valentin Schmalz, teologo tedesco († 1622)
- 20 marzo - Otto III di Brunswick, nobile tedesco († 1641)

## Aprile(2)
- 4 aprile - William Strachey, storico britannico († 1621)
- 14 aprile - Adam Tanner, gesuita austriaco († 1632)

## Maggio(1)
- 25 maggio - Maurizio d'Assia-Kassel, nobile tedesco († 1632)

## Giugno(2)
- 11 giugno - Ben Jonson, drammaturgo, attore teatrale e poeta britannico († 1637)
- 26 giugno - Sigismondo d'Este, nobile italiano († 1628)

## Luglio(2)
- 1º luglio - Giovanni Battista Lalli, poeta italiano († 1637)
- 28 luglio - Odo van Maelcote, scienziato e matematico belga († 1615)

## Settembre(8)
- 5 settembre - Pietro Niccolini, arcivescovo cattolico italiano († 1651)
- 8 settembre - Celso Tolomei, nobile italiano († 1634)
- 8 settembre - Pietro Casani, presbitero italiano († 1647)
- 11 settembre - Daniyal Mirza, principe e poeta indiano († 1605)
- 11 settembre - Virginio Orsini, sovrano italiano († 1615)
- 15 settembre - Erasmus Widmann, organista e compositore tedesco († 1634)
- 24 settembre - Francesco Brunelli, intagliatore italiano († 1635)
- 30 settembre - Denis-Simon de Marquemont, cardinale e arcivescovo cattolico francese († 1626)

## Novembre(5)
- 2 novembre - Enrico I di Savoia-Nemours, nobile francese († 1632)
- 8 novembre - Giovanni Sigismondo di Brandeburgo, nobile prussiano († 1619)
- 13 novembre - Cirillo Lucaris, teologo e arcivescovo ortodosso greco († 1638)
- 19 novembre - Alessandro Antelminelli, nobile, avventuriero e diplomatico italiano († 1657)
- 29 novembre - Andrea Baroni Peretti Montalto, cardinale e vescovo cattolico italiano († 1629)

## Dicembre(2)
- 20 dicembre - Edward Russell, III conte di Bedford, nobile inglese († 1627)
- 31 dicembre - Go-Yōzei, imperatore giapponese († 1617)

## Senza giorno specificato(44)
- Andrea de Soveral, presbitero brasiliano († 1645)
- Fakhr al-Din II, principe libanese († 1635)
- San Filippo di Gesù, religioso, missionario e santo messicano († 1597)
- Giovanni Bernardino Azzolino, pittore italiano († 1645)
- Kaihime, nobildonna giapponese († 1614)
- Daniel Bacheler, liutista e compositore inglese († 1618)
- Gillis Backereel, pittore fiammingo
- Zsigmond Báthory, nobile rumeno († 1613)
- Johann Bayer, giurista e astronomo tedesco († 1625)
- Gian Francesco Biondi, scrittore, diplomatico e storico italiano († 1644)
- Fabrizio Boschi, pittore italiano († 1642)
- Charles Bouvard, medico, chirurgo e chimico francese († 1658)
- Giuliano Cesarini, nobile italiano († 1613)
- Chōsokabe Chikatada, militare giapponese († 1600)
- Pier Paolo Crescenzi, cardinale e vescovo cattolico italiano († 1645)
- Giulio Cromer, pittore italiano († 1632)
- Giovanni Agostino De Marini, doge († 1642)
- Cornelius Drebbel, inventore e alchimista olandese († 1633)
- Giovanni Camillo Glorioso, matematico e astronomo italiano († 1643)
- Antonietta Gonsalvus, nobile spagnola
- Bartholomew Gosnold, esploratore e giurista inglese († 1607)
- Francesco d'Isa, drammaturgo italiano († 1622)
- Kyōgoku Takatomo, militare giapponese († 1622)
- Sebastiano Paride Lodron, condottiero italiano († 1611)
- Samuel Marolois, matematico e ingegnere olandese († 1627)
- Daniel Nys, mercante d'arte fiammingo († 1647)
- Hugh Roe O'Donnell, militare irlandese († 1602)
- Antonietta d'Orléans-Longueville, religiosa francese († 1618)
- Gian Paolo Osio, nobile e criminale italiano († 1608)
- Giovanni Gregorio Piola, pittore italiano († 1625)
- Jan van Ravesteyn, pittore olandese († 1657)
- Valerio Rosso, medico e filosofo italiano († 1602)
- Salvatore Sacchi, compositore italiano († 1622)
- Raffaello Schiaminossi, pittore e incisore italiano († 1622)
- Vilém Slavata, politico ceco († 1652)
- Ernst Soner, filosofo e medico tedesco († 1612)
- Edward Stafford, IV barone Stafford, nobile inglese († 1625)
- Roger Stafford, VI barone Stafford, nobile inglese († 1640)
- Famiano Strada, gesuita, storico e letterato italiano († 1649)
- Girolamo Tantucci, vescovo cattolico italiano († 1637)
- Thomas Tomkins, compositore inglese († 1656)
- Adriaen Veen, cartografo olandese († 1633)
- Henri de Gondi, cardinale e vescovo cattolico francese († 1622)
- Antonio de Mattheis, vescovo cattolico italiano († 1635)